# Plataforma de vehículos de nueva generación de Tesla
La plataforma de vehículos de nueva generación de Tesla es una plataforma para coches eléctricos desarrollada por Tesla a partir de 2022. Será la tercera plataforma principal de la empresa, y se espera que los volúmenes de producción superen ampliamente a los de la plataforma del Model 3/Y.
Aunque el vehículo principal no ha recibido un nombre oficial, se han utilizado los apelativos Model 2 y Model Q para referirse al vehículo en los medios de comunicación. En octubre de 2024 se presentó una versión de la plataforma totalmente autónoma y sin conductor, denominada Cybercab.
Los vehículos construidos sobre esta nueva arquitectura de plataforma aprovecharán conceptos avanzados de producción de Tesla, como:
- Grandes piezas de fundición de una sola unidad.
- El "Proceso Unboxed".[1]
- Una arquitectura de 48 voltios.[5]
- Un paquete de baterías estructural que utiliza celdas de batería 4680.[6]

Se espera que esta plataforma permita fabricar vehículos a un costo considerablemente menor, aproximadamente la mitad del precio de los vehículos Tesla de menor costo actuales.  Se prevé que los coches se fabriquen en Gigafactory Texas, Gigafactory Berlin-Brandenburg y la planeada Gigafactory México.
En enero de 2024, Tesla anunció que el primer coche en utilizar partes significativas de la arquitectura de la plataforma de nueva generación y el proceso de producción podría comenzar a entregarse en EE. UU. en 2025, pero inicialmente en un vehículo existente construido sobre la plataforma heredada del Model 3/Y. En octubre de 2024, el CEO de Tesla, Elon Musk, presentó el "Robotaxi"/Cybercab.